# Takekazu Suzuki
Takekazu Suzuki (鈴木 武一 Suzuki Takekazu?, nacido el 8 de abril de 1956 en Miyagi) es un exfutbolista japonés que se desempeñaba como centrocampista y entrenador.

## Clubes

### Como futbolista
| Club            | País  | Año         |
| --------------- | ----- | ----------- |
| Yomiuri         | Japón | 1976 - 1985 |
| Brummell Sendai | Japón | 1989 - 1995 |

### Como entrenador
| Club            | País  | Año         |
| --------------- | ----- | ----------- |
| Brummell Sendai | Japón | 1990 - 1995 |
| Vegalta Sendai  | Japón | 1998 - 1999 |